# Aarón Castellanos
Aarón Castellanos is een plaats in het Argentijnse bestuurlijke gebied General López in de provincie Santa Fe. De plaats telt 407 inwoners.